# TuS Nettelstedt-Lübbecke
TuS Nettelstedt-Lübbecke of TuS N-Lübbecke is een handbalclub uit Nettelstedt, een ortsteil van de stad Lübbecke in de Duitsland deelstaat Noordrijn-Westfalen.
Het vrouwenhandbal bij de club is van weinig betekenis. Alle hieronder vermelde gegevens hebben betrekking op het mannenteam.
De vereniging werd in 1912 opgericht in het dorp Nettelstedt bij Lübbecke en speelde aanvankelijk veldhandbal.
In de Duitse Handball-Bundesliga was TuS Nettelstedt  bij de mannen vele jaren een prominente club, hoewel ze nooit kampioen werd. 
Ook internationaal werden enige opvallende successen behaald.
In 1980 was de club verliezend finalist in het Duitse handbalbekertoernooi, de DHB-Pokal.
In 1981 mocht TuS Nettelstedt deelnemen aan het toernooi om de Europese beker voor bekerwinnaars, en won deze. Tevens werd de finale om de DHB-Pokal ditmaal wel gewonnen.
In 1997 en 1998 werd de Euro-City-Cup  (nu de EHF Challenge Cup) gewonnen, binnen het handbal vergelijkbaar met de voormalige UEFA-Cup in het voetbal.
In de competitie, de Handball-Bundesliga, volgde daarna, o.a. na financiële problemen in 2001, een periode van voortdurende degradaties (voor het laatst in 2018) naar de Tweede Bundesliga, soms weer gevolgd door promotie (voor het laatst in 2017) naar de hoogste klasse. 
TuS N-Lübbecke speelt thans (2020) in de Tweede Bundesliga.
Bekende spelers of trainers bij de club waren o.a. in de 1980-er jaren Zoran Živković uit Servië,  keeper Valter Matošević uit Kroatië.
Nederlanders, die voor de club uitkwamen waren Nicky Verjans (2010-2012) en Robert Nijdam (1998-1999).
De thuiswedstrijden worden gespeeld in de Merkur Arena in Lübbecke, een sporthal die bij handbalwedstrijden aan 3.030 toeschouwers plaats biedt.